# 窪田篤人
窪田 篤人（くぼた あつんど、1929年12月10日 - 1998年5月16日）は、日本の脚本家。東京都出身。趣味は旅行。所属団体は日本放送作家協会、日本脚本家連盟

## 来歴・人物
少年時代は現在の浜松市へ疎開して暮らす。1947年に浜松一中（現・静岡県立浜松北高等学校）を卒業後、東京の大学を受験するも失敗、ぶらぶらしながら小説家になろうか、映画監督になろうかと思っていた1948年、ふと新宿を通りかかって目についたという劇団ムーラン・ルージュ文芸部に入り、処女作「桃色の宿題」を発表。解散後は脚本家として活動。脚本家として駆け出してしばらくは映画監督の川島雄三が経済的な面倒をみて、ムーラン・ルージュ時代の師匠でもあった中江良夫が大映のプロット作家を紹介してくれた。1956年スタートのTBS系のテレビドラマ『特ダネをにがすな』が実質のデビュー作。1970年に逸見稔が立ち上げた創作作家集団SHP・葉村彰子を植木昌一郎、向田邦子、松木ひろし、津田幸夫らとともに担当。

## 代表作

### テレビドラマ
- お嬢さんカンパイ!（1963年、NET）
- 七人の孫（1964年、TBS ナショナル劇場）
- 鳴門秘帖（1966年、毎日放送）
- パパと呼ばないで（1972年、日本テレビ）
- 愛よ、いそげ!（1972年、TBS 木下恵介・人間の歌シリーズ）
- 雑居時代（1973年、日本テレビ）
- 水もれ甲介（1974年、日本テレビ）
- 京まんだら（1975年、毎日放送）
- 気まぐれ天使（1976年、日本テレビ）
- お菓子放浪記（1976年、TBS 木下恵介・人間の歌シリーズ）
- すぐやる一家青春記（1977年、TBS）
- 土曜ワイド劇場　三毛猫ホームズシリーズ（1979年 - 1984年、テレビ朝日）
- 太郎の青春（1980年、NHK）
- ポーラテレビ小説 マリーの桜（1980年、TBS）
- 親子弁護士の探偵帖 第3作（1997年、TBS）

### 映画
- さいざんす二刀流（1954年）
- とんち教室（1954年）
- ウッカリ夫人とチャッカリ夫人　やりくり算段の巻（1954年、東宝）
- 若き血は燃えて（1954年）
- 少年姿三四郎 第一部山岳の決闘（1954年）
- 少年姿三四郎 第二部大川端の決闘（1954年）
- 柔道流転（1955年）
- 柔道流転 黒帯無双（1955年）
- 姿三四郎（1955年）
- 続・姿三四郎（1955年）
- 俺は犯人じゃない（1956年）
- 復讐は誰がやる（1957年）
- アンコなぜ泣く（1958年）
- 美しい庵主さん（1958年、日活）
- 夜霧の南京街（1958年）
- 不道徳教育講座（1959年）
- 雨に咲く花（1960年）
- 幌馬車は行く（1960年）
- 大暴れマドロス野郎（1961年、日活）

### 小説
- 「新宿ムーラン・ルージュ」
- 『涙は明日のために』集英社文庫、1978年（くぼた・あつんど名義）

### ミュージカル
- 明治座
- 帝国劇場